# Japchae
Japchae (jabchae, chapchae) är en sydkoreansk maträtt. Den tillagas av glasnudlar gjorda av sötpotatis, (dangmyeon) i sesamolja med olika grönsaker och innehåller morötter, lök, spenat och svamp. Ibland serveras den med nötkött och är smaksatt med sojasås och socker. Rätten kan serveras kall eller varm och brukar toppas med sesamfrön och tunt skivad chili.